# Ivan Vučetić
Ivan Vučetić (španjolski: Juan Vucetich Kovacevich) (Hvar, 20. srpnja 1858. – Dolores, Argentina, 25. siječnja 1925.), hrvatski izumitelj daktiloskopije.

## Životopis
Ivan Vučetić roden je na otoku Hvar, 1858. godine. Došao je u Argentinu 1884. godine. Radio je u policiji u glavnom gradu provincije Buenos Aires, La Plata. Smatrao je da svaka osoba ima drugačiji otisak prstiju i da se na taj način osobe mogu identificirati.
Nakon što je proučio Bertionov postupak identifikacije i eksperimente Engleza Galtona koji se bavio otiscima prstiju, intenzivno je počeo istraživati i proučavati papilarne linije. Nakon što je proučio više postojećih metoda za klasifikaciju otisaka prstiju i uočio brojne nedostatke, uspostavio je vlastiti sistem za klasifikaciju otisaka prstiju koji je nazvao ikonofalangometrija. Godine 1891. Vučetić je formirao Registar ikonofalangometrije, gdje je pod rednim brojem jedan naveden Julio Torres kojega je daktiloskopirao na tzv. fišu (karton). Time je osnovana prva desetoprstna zbirka. Primijenivši svoju metodu identifikacije u praksi riješio je prvi veći slučaj u praksi i to Franciske Rojas koja je optužila ljubavnika za ubojstvo svoje dvoje djece. Vučetić je daktiloskopirao majku i usporedio njene neosporne otiske prstiju s pronađenim spornim krvavim otiscima prstiju papilarnih linija na drvenom okviru vrata, te potvrdio da su identični.

Postao je član Francuske akademije internacionalne povijesti i Antropološkog instituta u Parizu. Napisao je dvije knjige o daktiloskopiji. Policijska škola u gradu La Plata nosi njegovo ime – Juan Vucetich. Umro je u Argentini 1925. godine.

## Zanimljivosti
Ivan Vučetić je pored svoga potpisa ostavljao i otisak svoga desnog kažiprsta.
Centar za kriminalistička vještačenja u Zagrebu nosi ime Ivana Vučetića.

### Knjige
- Perinić, Ljeposlav. 1998. Hrvati u Argentini.   Šakić, Vlado; Jurčević, Josip (ur.). Budućnost iseljene Hrvatske. Institut društvenih znanosti "Ivo Pilar". Zagreb. str. 277–286

## Vanjske poveznice
- Ivan Vučetić Hrvatska tehnička enciklopedija, portal hrvatske tehničke baštine. LZMK